# Voïvodie de Poméranie (1919-1939)
Ne doit pas être confondu avec Voïvodie de Poméranie (1466–1772), Voïvodie de Poméranie-Occidentale ou Voïvodie de Poméranie.
1919–1939
La voïvodie de Poméranie est une entité administrative de la Deuxième République de Pologne. Créée en 1919, elle cessa d'exister en 1939. Son chef-lieu était la ville de Toruń.

## Villes principales
- Brodnica
- Starogard
- Chełmno
- Gdynia
- Grudziądz
- Wejherowo
- Tczew

## Démographie
D'après le recensement effectué en 1921
- Polonais  81%; 757 801
- Allemands de Pologne[3] 18,8%; 175 771

## Religions
- catholiques 79,6%; 744 699
- évangéliques 19,6%; 183 678
- chretiens autres 0,4%; 4 140
- juifs 0,3%; 2 927